# Iñigo López
Íñigo López Montaña (ur. 23 lipca 1982 w Logroño) – piłkarz hiszpański grający na pozycji środkowego obrońcy w Deportivo La Coruña.

## Kariera piłkarska
Swoją karierę piłkarską López rozpoczął w klubie Las Rozas CF. W latach 2002–2004 grał w nim w Tercera División. W 2004 roku został zawodnikiem Atlético Madryt. Przez dwa lata grał w rezerwach tego klubu w Segunda División B. W 2006 roku odszedł do SS Reyes, a rok później został piłkarzem AD Alcorcón. W sezonie 2009/2010 awansował z Alcorcón z Segunda División B do Segunda División.
W 2010 roku López przeszedł do Granady CF. W Granadzie swój debiut zanotował 29 sierpnia 2010 w przegranym 1:4 wyjazdowym spotkaniu z Realem Betis. W sezonie 2010/2011 wywalczył z Granadą awans do Primera División. W sezonie 2011/2012 utrzymał się z nią w lidze.
| Sezon   | Klub                       | Kraj      | Rozgrywki          | Mecze | Bramki |
| ------- | -------------------------- | --------- | ------------------ | ----- | ------ |
| 2002/03 | Las Rozas CF               | Hiszpania | Tercera División   | ?     | ?      |
| 2003/04 | Las Rozas CF               | Hiszpania | Tercera División   | ?     | ?      |
| 2004/05 | Atlético Madryt B          | Hiszpania | Segunda División B | 7     | 1      |
| 2005/06 | Atlético Madryt B          | Hiszpania | Segunda División B | 27    | 3      |
| 2006/07 | San Sebastián de los Reyes | Hiszpania | Segunda División B | 27    | 1      |
| 2007/08 | AD Alcorcón                | Hiszpania | Segunda División B | 35    | 5      |
| 2008/09 | AD Alcorcón                | Hiszpania | Segunda División B | 2     | 2      |
| 2009/10 | AD Alcorcón                | Hiszpania | Segunda División B | 31    | 7      |
| 2010/11 | Granada CF                 | Hiszpania | Segunda División   | 36    | 3      |
| 2011/12 | Granada CF                 | Hiszpania | Primera División   | 28    | 4      |
| 2012/13 | Granada CF                 | Hiszpania | Primera División   | 23    | 0      |
| 2013/14 | PAOK FC                    | Grecja    | Superleague Ellada | 3     | 0      |
| 2013/14 | Celta Vigo (wyp.)          | Hiszpania | Primera División   | 9     | 1      |
| 2014/15 | Córdoba CF                 | Hiszpania | Primera División   | 21    | 0      |
| 2015/16 | SD Huesca                  | Hiszpania | Segunda División   | 31    | 3      |
| 2016/17 | SD Huesca                  | Hiszpania | Segunda División   | 27    | 3      |
| 2017/18 | SD Huesca                  | Hiszpania | Segunda División   | 3     | 0      |
| 2018/19 | Extremadura UD             | Hiszpania | Segunda División   | 6     | 0      |
| 2018/19 | Deportivo La Coruña        | Hiszpania | Segunda División   | 1     | 0      |